# Fehnhusen
Fehnhusen ist ein Dorf der Gemeinde Südbrookmerland. Es wird erstmals 1387 als Fenehusen erwähnt. Die heutige Schreibweise ist seit 1871 geläufig. Der Name ist eine Zusammensetzung des altfriesischen Begriffs fene für Moorland, Weide mit Husen. Fehnhusen bedeutet demnach Moorhäuser.

## Geschichte
Zur Zeit der Ersterwähnung befand sich in Fehnhusen eine Burg des Bischofs von Münster. Sie diente dem Schutz des Brokmerlandes und als Stützpunkt landesherrlicher Ansprüche und Bemühungen der Bischöfe.
Neben dieser Burg errichteten die tom Brok, nachdem sie zu Häuptlingen aufgestiegen waren, die im Nachbardorf Oldeborg gelegene Burg Broke, die zur Keimzelle ihres Machtanspruchs wurde. Was danach mit der bischöflichen Burg geschah, ist unklar. Möglicherweise wurde sie vom Bischof mit dem Aufkommen der tom Brok aufgegeben und verfiel, wohl auch, weil die Broksche Burg strategisch günstiger lag.
Das weitgehend unverfälscht erhalten gebliebene Ortsbild ist von großen Gulfhöfen geprägt. Hinter den Höfen verlaufen die in Ostfriesland im 12. Jahrhundert zugeteilten, langen und gleich breiten Upstrecken und bilden mit dem Hof den sogenannten Platz. Auf der gegenüberliegenden unbebauten Straßenseite liegen die Fennen.
In Fehnhusen lebten vor allem die vermögenden, „erbgesessenen“ Landwirte, die hier Hausmänner genannt wurden und eine dörfliche, kaum durchlässige Oberschicht bildeten. Die örtlichen ehrenamtlichen Gemeinschaftsaufgaben (Deichrichter, Sielrichter, Armen- und Kirchenvorsteher) waren diesen selbstbewussten Hausmännern vorbehalten. Sie hatten auch das alleinige Recht, die Deputierten des Dritten Standes zur Ostfriesischen Landschaft zu entsenden.
1938 wurden die früher selbständigen Landgemeinden Engerhafe, Fehnhusen, Oldeborg und Upende zu der größeren Gemeinde Oldeborg vereinigt, die zusammen etwa das Gebiet des mittelalterlichen Kirchspiels Engerhafe umfassten. Diese Gemeinde ging am 1. Juli 1972 im Rahmen einer Gebietsreform in der Gemeinde Südbrookmerland auf, deren Teil sie bis heute ist.